# Elxan Məmmədov
Pour les articles homonymes, voir Mammadov.
Elkhan Mammadov, né le 26 février 1982 à Bakou, est un judoka azerbaïdjanais en activité évoluant dans la catégorie des moins de 100 kg.

## Biographie
Aux Championnats du monde de judo 2013 à Rio de Janeiro, il remporte le premier titre mondial de l'histoire du judo azerbaïdjanais, battant en finale le Néerlandais Henk Grol.

## Palmarès
| Année | Compétition           | Lieu           | Résultat | Catégorie       |
| ----- | --------------------- | -------------- | -------- | --------------- |
| 2008  | Championnats d'Europe | Lisbonne       | 2e       | Moins de 90 kg  |
| 2009  | Championnats d'Europe | Tbilissi       | 3e       | Moins de 90 kg  |
| 2010  | Championnats d'Europe | Vienne         | 3e       | Moins de 90 kg  |
| 2010  | Championnats du monde | Tokyo          | 3e       | Moins de 90 kg  |
| 2013  | Championnats du monde | Rio de Janeiro | 1er      | Moins de 100 kg |
| 2017  | Championnats d'Europe | Varsovie       | 1er      | Moins de 100 kg |